# Neosciadella brunnipes
Neosciadella brunnipes är en skalbaggsart som beskrevs av Dillon 1952. Neosciadella brunnipes ingår i släktet Neosciadella och familjen långhorningar.
Artens utbredningsområde är Fiji. Inga underarter finns listade i Catalogue of Life.